# 아사리 준코
아사리 준코(일본어: 浅利 純子 あさり じゅんこ[*], 1969년 9월 22일 ~ )는 일본의 육상 선수이다.
아키타현 가즈노시에서 태어난 아사리는 슈투트가르트에서 열린 1993년 세계 육상 선수권 대회에서 2시간 30분 3초로 금메달을 획득하였다.
또한 그녀는 1995년과 1998년 도쿄 국제 여자 마라톤 대회에서 우승하고, 1993년 오사카 여자 마라톤 대회에서 우승하였다.
아사리는 1996년 애틀랜타 올림픽에서 17위를 했다.

## 대회 성적
| Event            | 1993 | 1994 | 1995 | 1996 | 1997 | 1998 | 1999 |
| ---------------- | ---- | ---- | ---- | ---- | ---- | ---- | ---- |
| 하계 올림픽      |      |      |      | 17위 |      |      |      |
| 세계 선수권 대회 | 1위  |      |      |      |      |      | 16위 |

## 참조
- (영어) 아사리 준코 - 국제 육상 경기 연맹
- sports-reference